# Percy Black
Pour les articles homonymes, voir Black.
"Percy" Charles Herbert Black (12 décembre 1877 - 11 avril 1917) était un soldat australien ayant pris part à la Première Guerre mondiale.

## Biographie
Décoré à plusieurs reprises durant sa carrière militaire, Percy Black est entré dans l'armée en 1914 en tant qu'engagé volontaire. Affecté comme mitrailleur au 16e Bataillon d'infanterie, promu lance corporal, il est décoré de la Distinguished Conduct Medal pour de nombreux actes de bravoure à Gallipoli.
Devenu officier en 1916, il se distingue plusieurs fois à Pozières et reçoit la Distinguished Service Order. La Croix de guerre lui est remise par le président Poincaré. Véritable légende parmi l'AIF, il était considéré comme le plus brave de tous les soldats australiens. 
Il est tué le 11 avril 1917 à Bullecourt devant la seconde ligne de barbelés, face à Riencourt. Son corps n'a jamais été retrouvé.

## Distinctions et décorations
- : Ordre du Service distingué
- : Distinguished Conduct Medal
- : Citation militaire britannique
- : Croix de guerre 1914-1918